# مسجد جنين الكبير
جامع جنين الكبير أو الجامع الكبير مسجد أثري يعود للحقبة العثمانية في فلسطين، يقع وسط مدينة جنين شمال الضفة الغربية. ويعتبر أهم المعالم التاريخية في المدينة، والذي أقامته فاطمة خاتون ابنة محمد بك بن السلطان الملك الاشرف قانصوة الغوري بل هو من أبرز المعالم التاريخية في الحضارة الإسلامية في جنين. كما يعد هذا المسجد من أقدم التحف المعمارية العثمانية في البلاد. يشار إلى أنه في المدينة مسجد آخر يشبهه يدعى المسجد الصغير. وهو مشابه في تصميمه جامع الجزار في عكا والمسجد الكبير في الرملة.

## بناء المسجد
تم بناء المسجد في أواخر عهد السلطان العثماني سليمان القانوني في حوالي سنة 974هـ الموافق 1566 ميلادية، أي قبل حوالي خمسمائة عام تقريباً.
وقد بنته السيدة المحسنة الفاضلة فاطمة خاتون. ومعنى خاتون (هي السيدة الشريفة، وهي كلمة تركية مغولية الأصل)، وهي بنت محمد الأشرف بن قانصوه الغوري، سلطان المماليك الذي انتصر عليه السلطان سليم الأول العثماني، في معركة مرج دابق الشهيرة في شمال حلب السورية في 23/8/1516 ميلادية.
وفاطمة خاتون:
هي زوجة القائد البوسنيّ الأصل (لالا مصطفى باشا)، وكلمة(لالا) بالتركي تعني المربي، وإقليم البوسنة فتحة المسلمون سنة 1463 للميلاد.

## قصة بناء المسجد
مرّت السيدة فاطمة خاتون من بلدة جنين في رحلتها التاريخية من لبنان وسوريا مروراً بفلسطين، ولما وصلت بلدة جنين أعجبها موقعها، حيث البساتين العامرة، والمياه المتدفقة ومن حولها مرج بن عامر الشهير بتاريخه وخصوبة أراضيه، حيث كانت قد أوقفت الكثير من الأراضي التي مرت بها، قررت حينما وصلت إلى موقع المسجد الحالي، ورأت أنه ليس مكاناً للعبادة فحسب، بل هو ملتقى المسافرين بين الشمال والجنوب من فلسطين إلى سوريا ولبنان، فقررت أن تنشئ مسجداً، هو المسجد الحالي ليكون منارة للعلم والإيمان، ومأوىً لابن السبيل، ويجد فيه الفقير والمسكين طعامه ومأواه، فأنشأته على مدى عامين في مكان موقع مسجد إسلامي صغير بني غداة الفتح الإسلامي للمدينة سنة 15هـ الموافق 636 للميلاد.

## مساحة المسجد وحدوده
تزيد مساحة الجامع المذكور حالياً عن ثلاثة دونمات وربع، وهي تمتد إلى القبلة جنوبا إلى ما يعرف بـ (الحوش) عند مفترق شارعيّ (أبي بكر وفيصل) حالياً، مقابل باب (السيباط) ومن الجهة الغربية: يحده القناة التي كانت تأتي من أعالي مدينة جنين من الجهة الجنوبية التي هي معروفة بـ (عين نيني)، وقد أصبحت الآن تحده (حسبة الخضار) المركزية في وسط المدينة بعد أن جفت قناة الماء المذكورة. أما من الجهة الشرقية: فيحده الشارع المتجه من وسط مدينة جنين إلى مدينة (الناصرة) مروراً بمدينة (العفولة) من أرض فلسطين السليبة منذ سنة 1948، ويقابله من الجهة الشرقية مباشرةً على حافة الشارع المتجه شمالاً (مدرسة فاطمة خاتون للبنات) والتي كانت مقراً لدار السرايا الحكومية ويحده من الجهة الشمالية الآن: شارع آخر يتفرع من شارع (الناصرة) ليلتقي غرباً بالشارع المتجه إلى مدينة (حيفا) من أرض فلسطين المحتلة.

## مساحة المسجد القديم
أما مساحة أصل المسجد القديم القائم تحت قُبَّة الجامع الكبيرة، والتي تشبه إلى حد كبير قبة (مسجد الجزار في عكا)، وقبة (المسجد الكبير في مدينة الرملة)، وهو ما يميز هذه القباب بتاريخها العريق، وحضارتها الإسلامية، فتبلغ مساحتة مائة وخمسون متراً مربعاً. أما عرض الجدار: الذي ترتفع فوقه القبة فيبلغ متران.